# Сфигмоманометър
Сфигмоманометър е апарат за измерване на артериалното кръвно налягане. Състои се от маншет, който се слага на ръката на пациента, устройство за нагнетяване на въздух в маншета и манометър, измерващ налягането на въздуха в маншета.
Кръвното налягане на човека се измерва обикновено в брахиалната артерия на ръката.